# Trisomia 9
La trisomia 9 è una condizione cromosomica causata dalla presenza di tre copie (trisomia) del cromosoma 9. Può apparire con o senza mosaicismo.

## Clinica
I sintomi variano da persona a persona, ma di solito provocano dismorfismi del cranio, del sistema nervoso e ritardo mentale. Possono verificarsi anche dismorfismi nel cuore, nei reni e nell'apparato locomotore. Un bambino con trisomia 9 che è sopravvissuto 20 giorni dopo la nascita ha mostrato caratteristiche cliniche tra cui un viso piccolo, larga fontanella, occipite prominente, micrognazia, bassa attaccatura delle orecchie, palato ogivale, breve sterno, dita sovrapposte, abduzione limitata, soffi cardiaci e anche un collo palmato.
Trisomia 9p è una delle più frequenti anomalie autosomiche compatibili con il tasso di sopravvivenza a lungo. Uno studio di 5 casi ha mostrato una associazione con la sindrome di Coffin-Siris, tre di questi casi mostravano malformazioni cerebrali con ventricoli dilatati con ipogenesia del corpo calloso e malformazione di Dandy-Walker.

## Diagnosi
La trisomia 9 può essere rilevata nel periodo prenatale tramite villocentesi e cordocentesi.
Perché la trisomia 9 può verificarsi con mosaicismo, si suggerisce che i medici prelevino i campioni multipli di tessuti per avere un cariotipo completo per la diagnosi.